# Trachelektomie
Die radikale Trachelektomie (aus altgr. τράχηλος trachelos „Hals“ und Ektomie) ist ein von Daniel Dargent im Jahr 1994 entwickeltes Operationsverfahren zur operativen Therapie des Gebärmutterhalskrebses unter Erhalt der Fertilität durch Belassen eines Teils des Gebärmutterhalses und des Gebärmutterkörpers.

## Indikationen
Die Operationsmethode erscheint möglich bei Patientinnen mit potentiellem Kinderwunsch, bei denen die alleinige Konisation nicht ausreichend radikal ist, die vollständige Entfernung der Gebärmutter (Hysterektomie) bzw. Wertheim´sche Operation aber eine Überbehandlung darstellen.
Dies betrifft hinsichtlich der Tumorausdehnung die FIGO Stadien IA2 und IB1 mit Tumoren <2 cm, wenn es sich bei dem Tumor um ein Plattenepithelkarzinom handelt, die Lymphknoten tumorfrei sind und keine weiteren Risikofaktoren vorliegen.

## Prinzip
Der Eingriff besteht aus der Entfernung von etwa 2/3 des Gebärmutterhalses mit rund der Hälfte des Parametriums. Anschließend wird die Scheide an den Zervixstumpf adaptiert. Außerdem erfolgt eine pelvine Lymphknotenentfernung per Bauchspiegelung.

## Schwangerschaft nach Trachelektomie
Die Schwangerschaftsrate variiert zwischen 40 und 70 Prozent. Aufgrund des verkürzten Gebärmutterhalses besteht während einer Schwangerschaft ein deutlich erhöhtes Risiko einer aufsteigenden Infektion und einer Muttermundsschwäche mit Risiko einer Fehl- oder Frühgeburt. Aus diesem Grund erfolgt in der frühen/mittleren Schwangerschaft ein kompletter Muttermundsverschluss. Die Entbindung muss per Kaiserschnitt erfolgen.